# بازگنی
بازگنی (به فرانسوی: Bazegney) یک کمون (فرانسه) در فرانسه است که در canton of Dompaire واقع شده‌است. بازگنی ۵٫۸۱ کیلومتر مربع مساحت دارد ۳۰۵ متر بالاتر از سطح دریا واقع شده‌است.